# The Ladybirds (formație)
The Ladybirds (în română Buburuzele) a fost o formație feminină daneză, ce cânta muzică rock. Formația era asociată mișcării hippie. Formația a fost cunoscută deoarece, la multe concerte, membri apăreau topless (făcând parte din mișcarea topfreedom), stârnind astfel controverse.

## Galerie

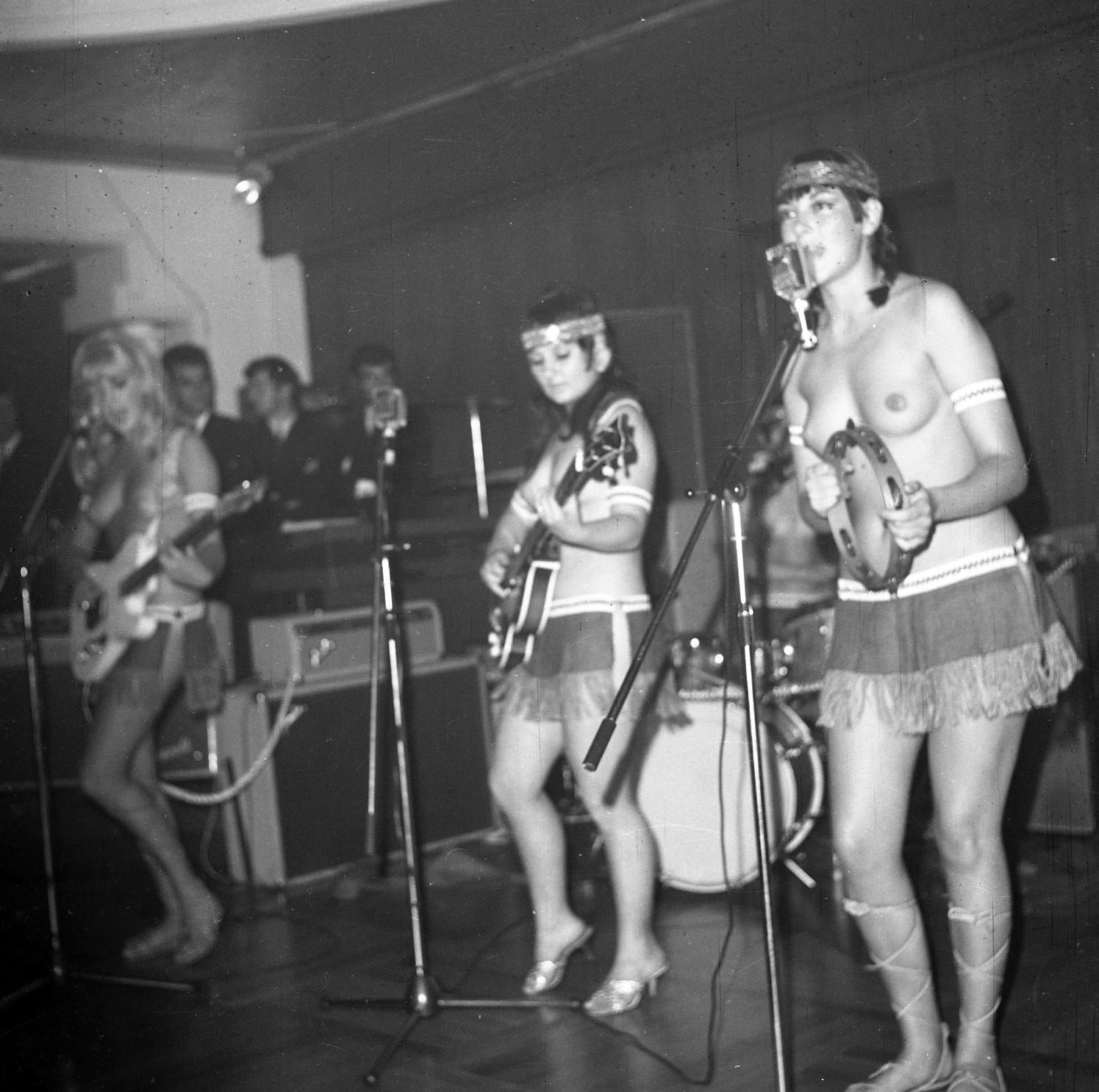
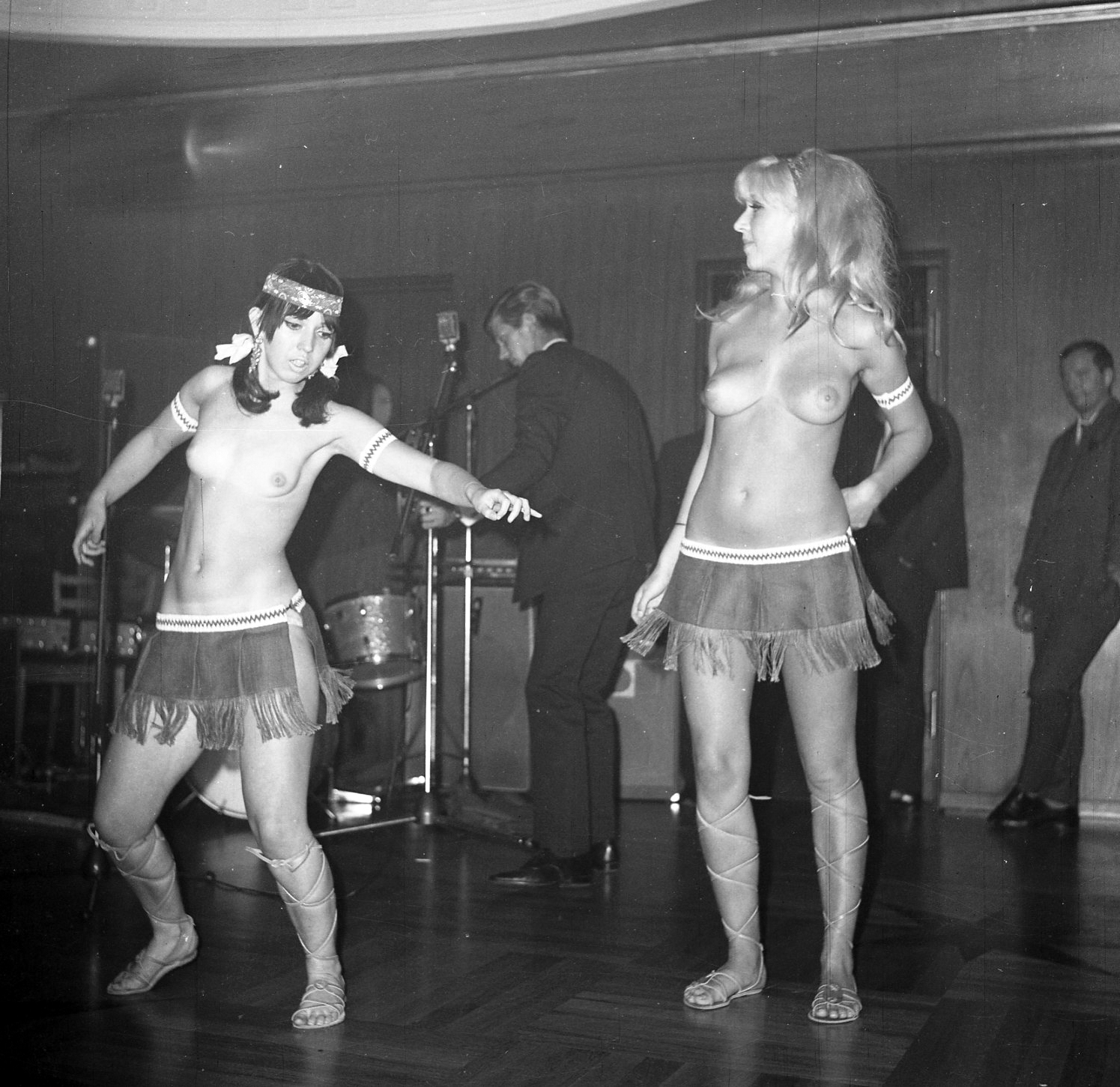
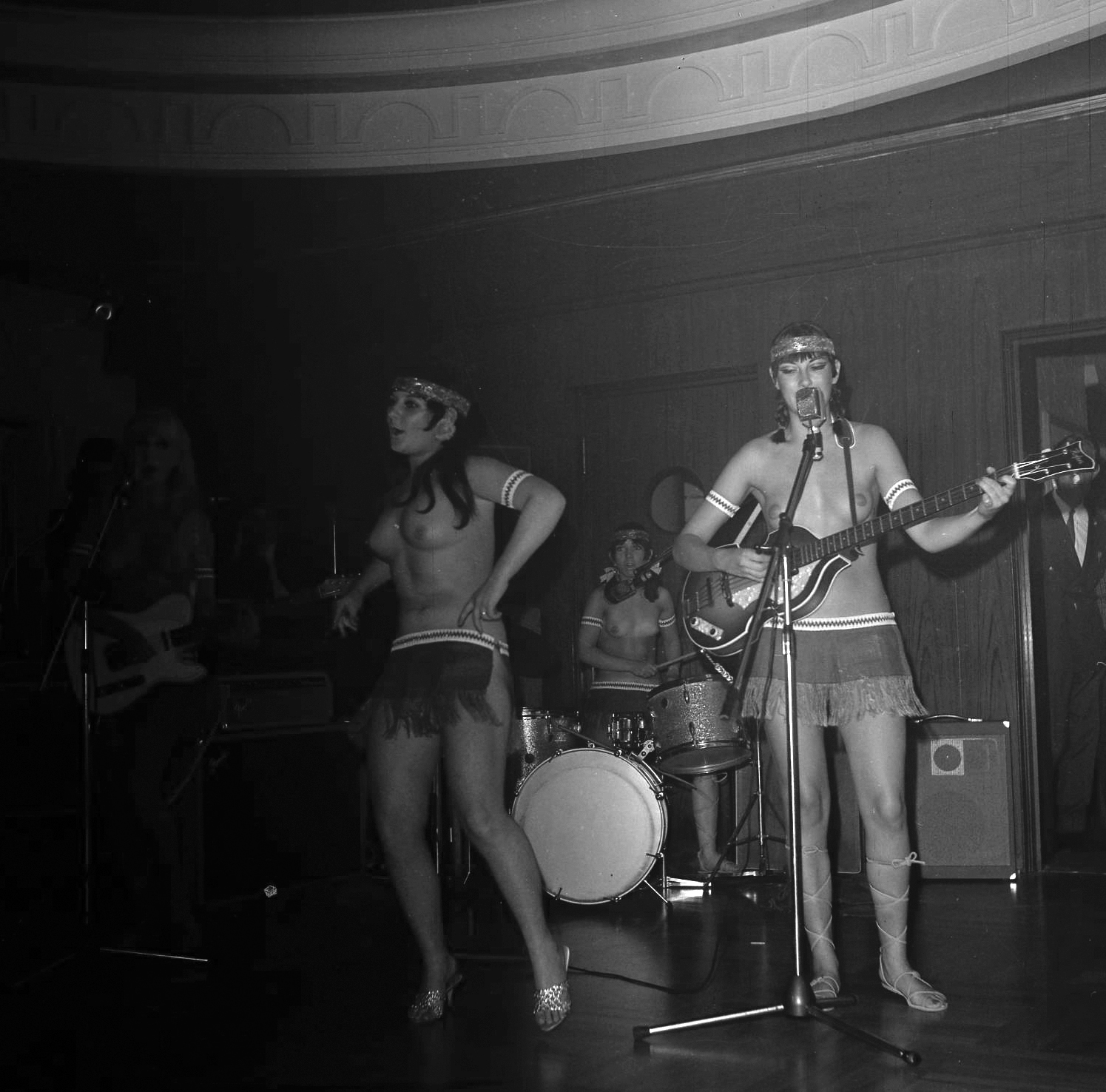
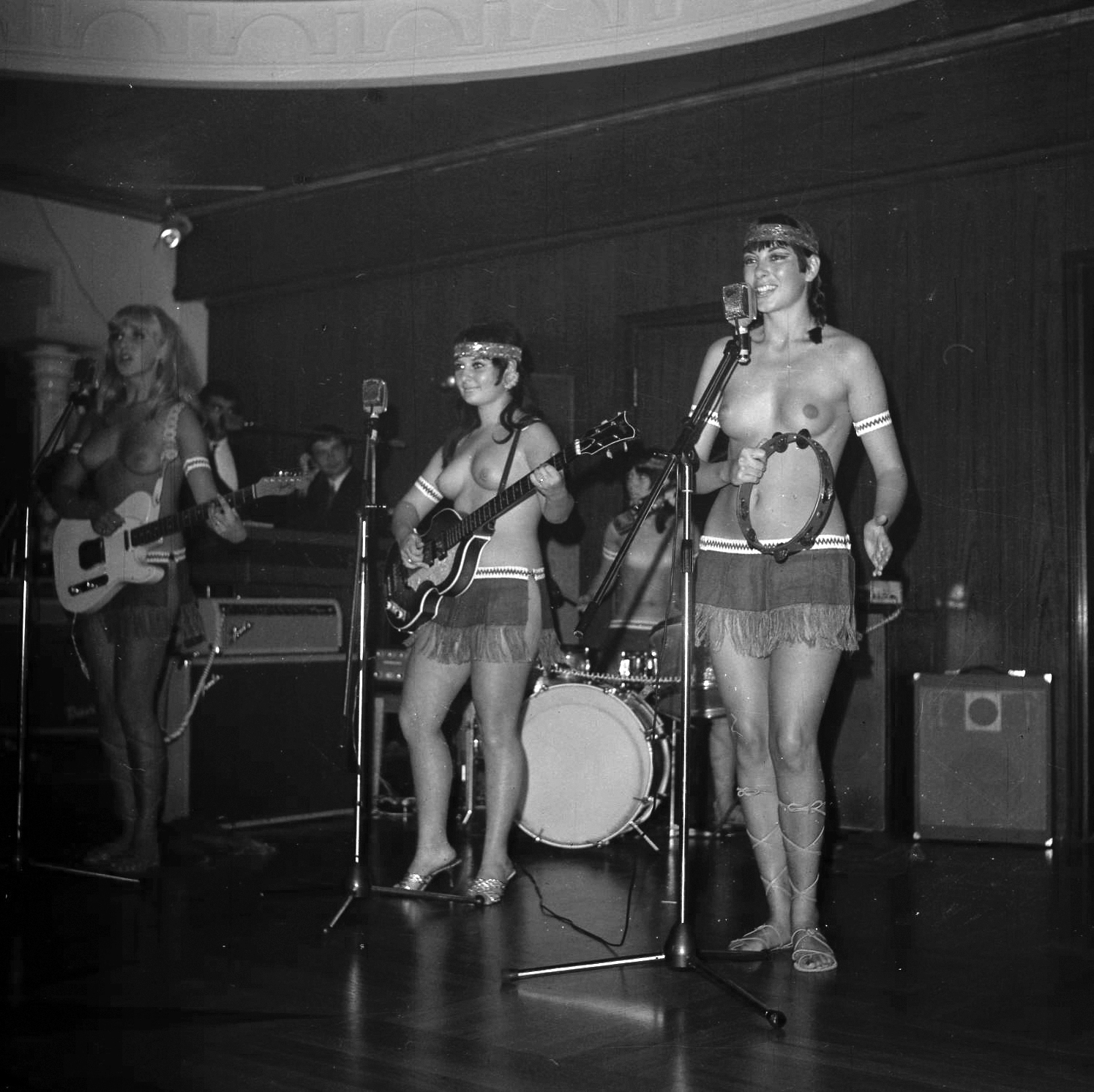
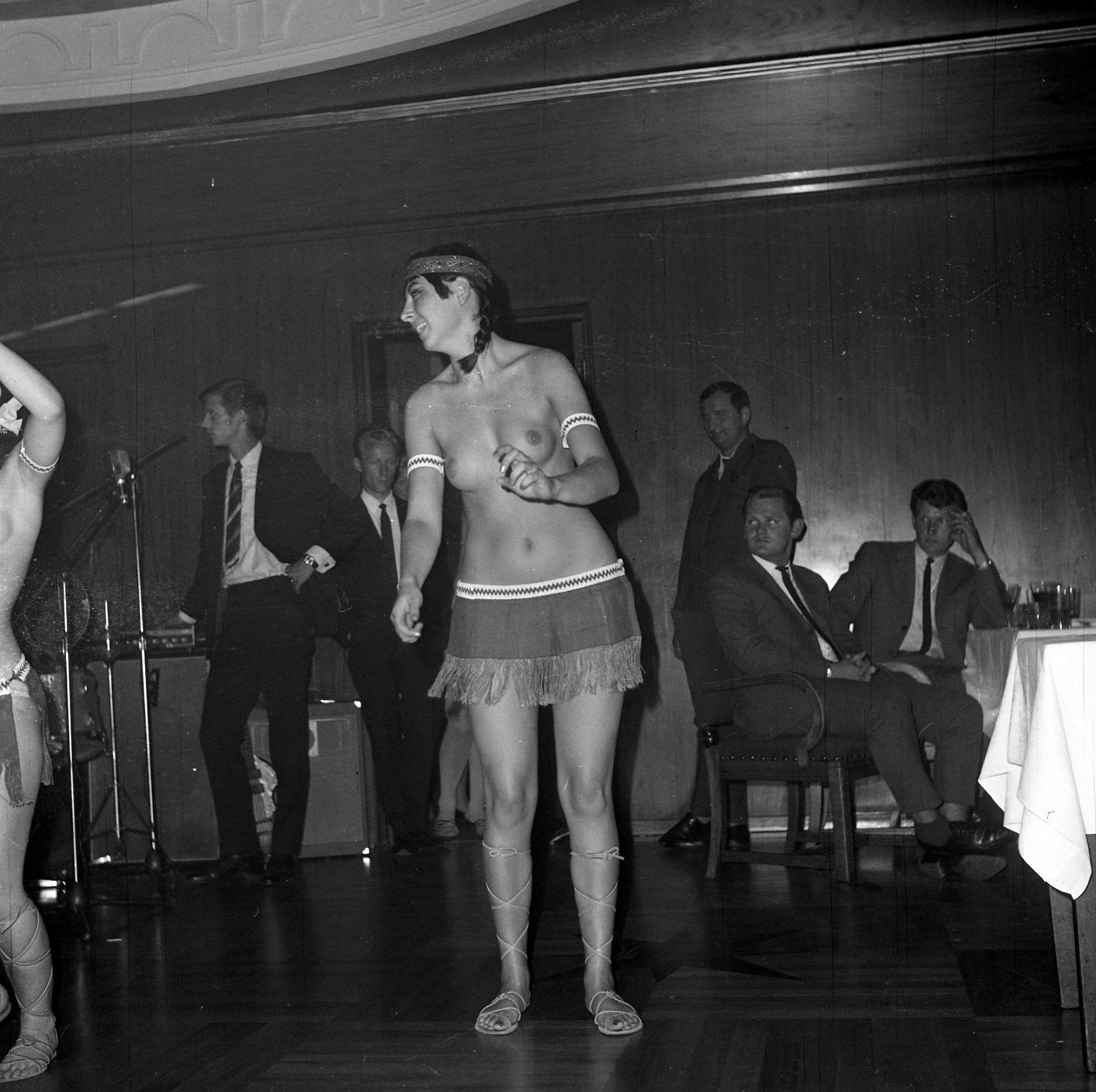
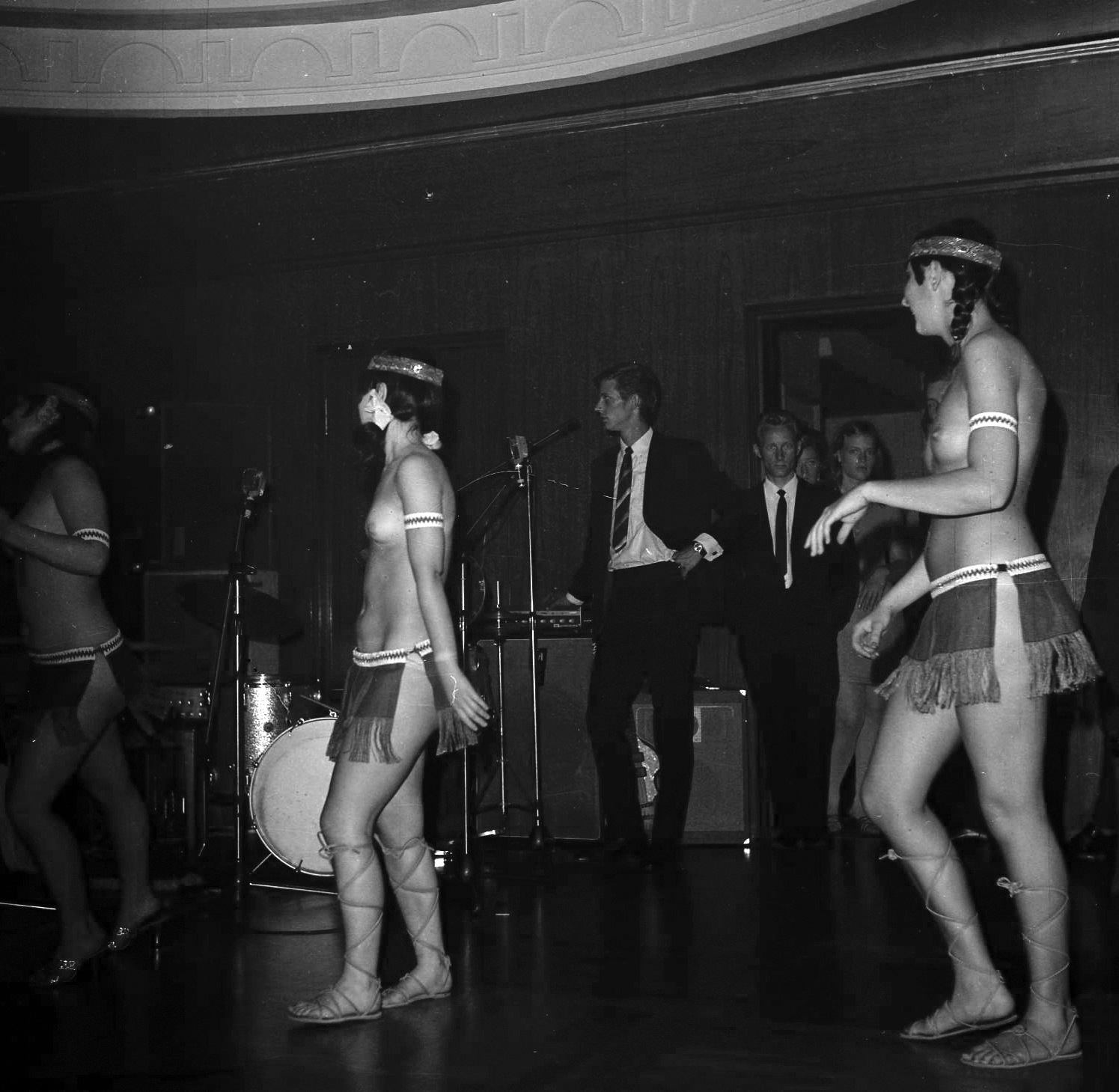